# Amber (Washington)
Amber és una comunitat no incorporada al comtat de Spokane (Washington, Estats Units). La localitat, que té pocs habitants, es troba al llarg del llac Amber. Amber té assignat el codi postal 99004. Originalment tant la localitat com el llac reberen el nom de Calvert per Samuel Calvert, que es va traslladar a aquesta zona a la dècada de 1890. Bartley Costello hi estabír una oficina de correus vers el 1909, a la que anomenà Amber. Va romandre en funcionament fins al 1975. La ciutat va canviar el seu nom durant la dècada de 1910 a Amber (i després va canviar el nom del llac a Amber) per evitar confusions i facilitar el servei de correu.